# Сочету (Телеорман)
Сочету (рум. Socetu) насеље је у Румунији у округу Телеорман у општини Стежару. Oпштина се налази на надморској висини од 126 m.

## Становништво
Према подацима из 2002. године у насељу је живело 1024 становника, од којих су сви румунске националности.